# 杨成竹
杨成竹（1984年12月24日—）是一名越南举重运动员，身高1.70米。2010年参加广州亚运会，参加77公斤级比赛因抓举三次失败未完成比赛。